# K. Raghavan
K. Raghavan (malayalam: കെ. രാഘവന്‍; Thalassery, distrito de Malabar, 2 de diciembre de 1913 - Thalassery, Kerala, 19 de octubre de 2013) popularmente conocido como Raghavan master, fue un cantante y compositor de música malayalam. Junto con Baburaj, Raghavan es acreditado a menudo en el renacimiento de la música de cine en malayalam. K.Raghavan dio un nuevo sentido e identidad a la película Malayam, music.As, buscó la melodía correcta para las letras, poco sabía K. Raghavan que él estaba a punto de componer la historia. Había compuesto cerca de 400 canciones en Malayalam Cinema en las últimas 4 décadas.

## Como músico
- First Movie	Pullimaan in (1951).
- Number of Movies	65
- Number of Songs	405
- State Awards	2